# Notre-Dame (Arcachon)

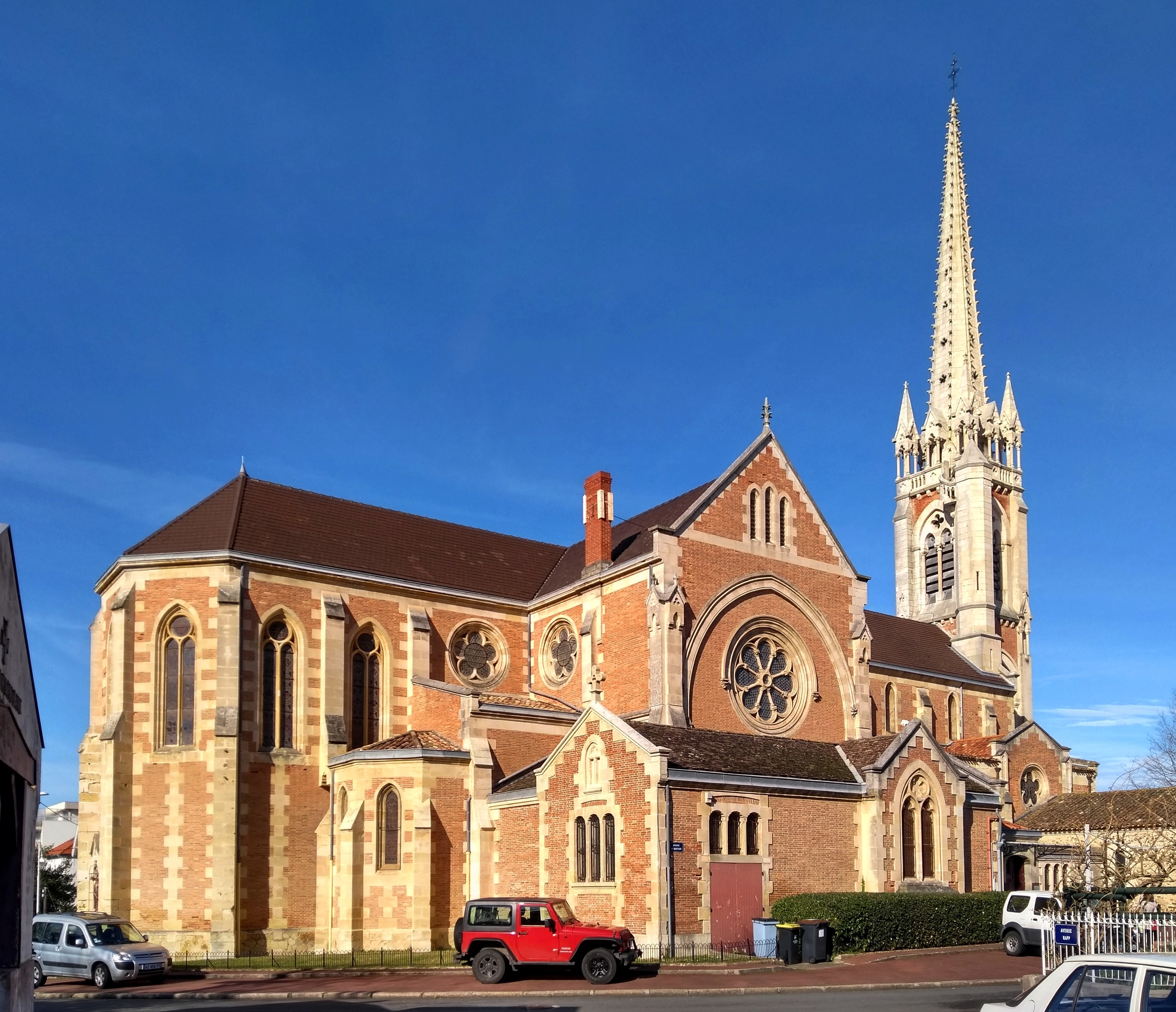
Notre-Dame von Südosten

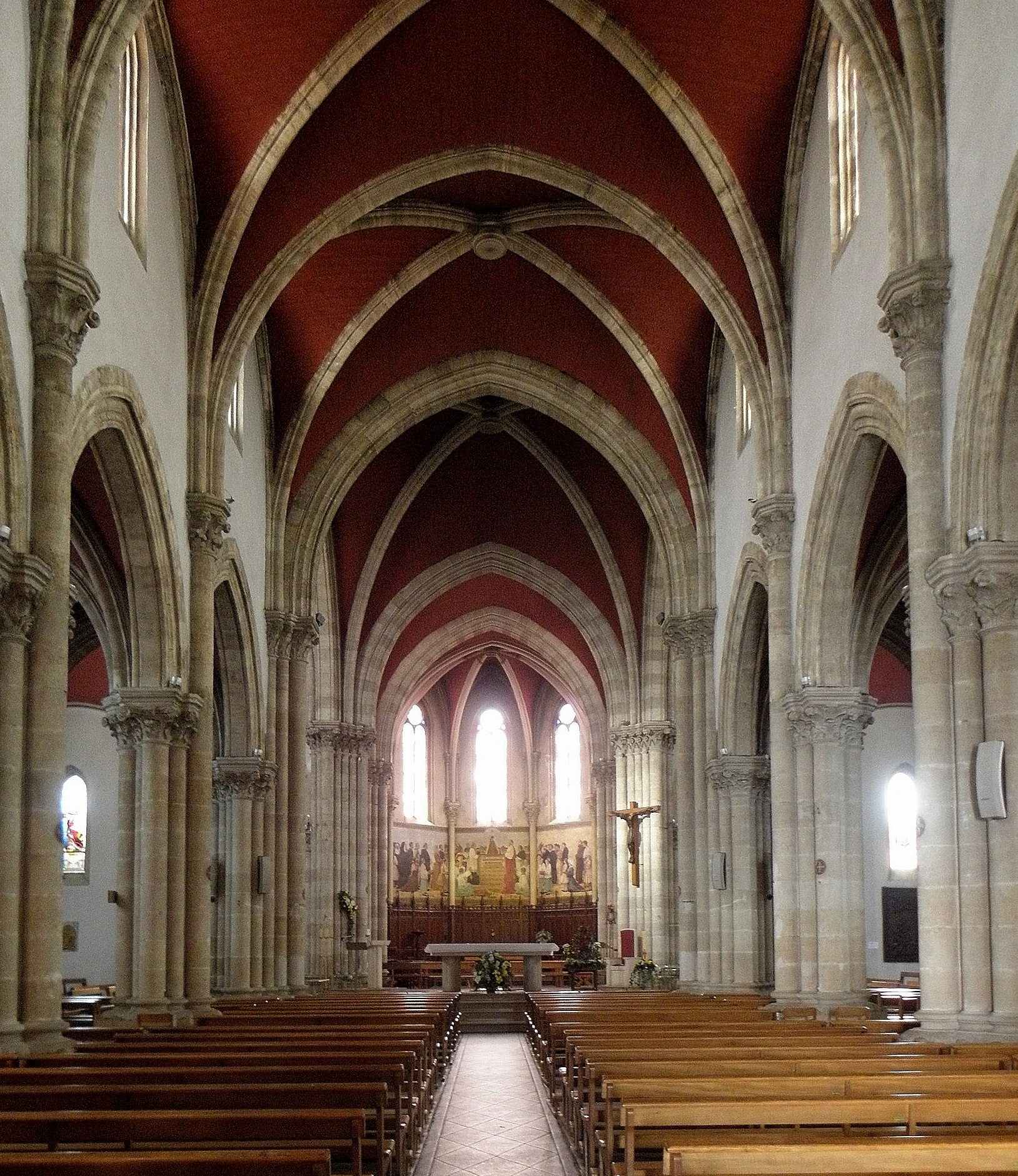
Innenraum

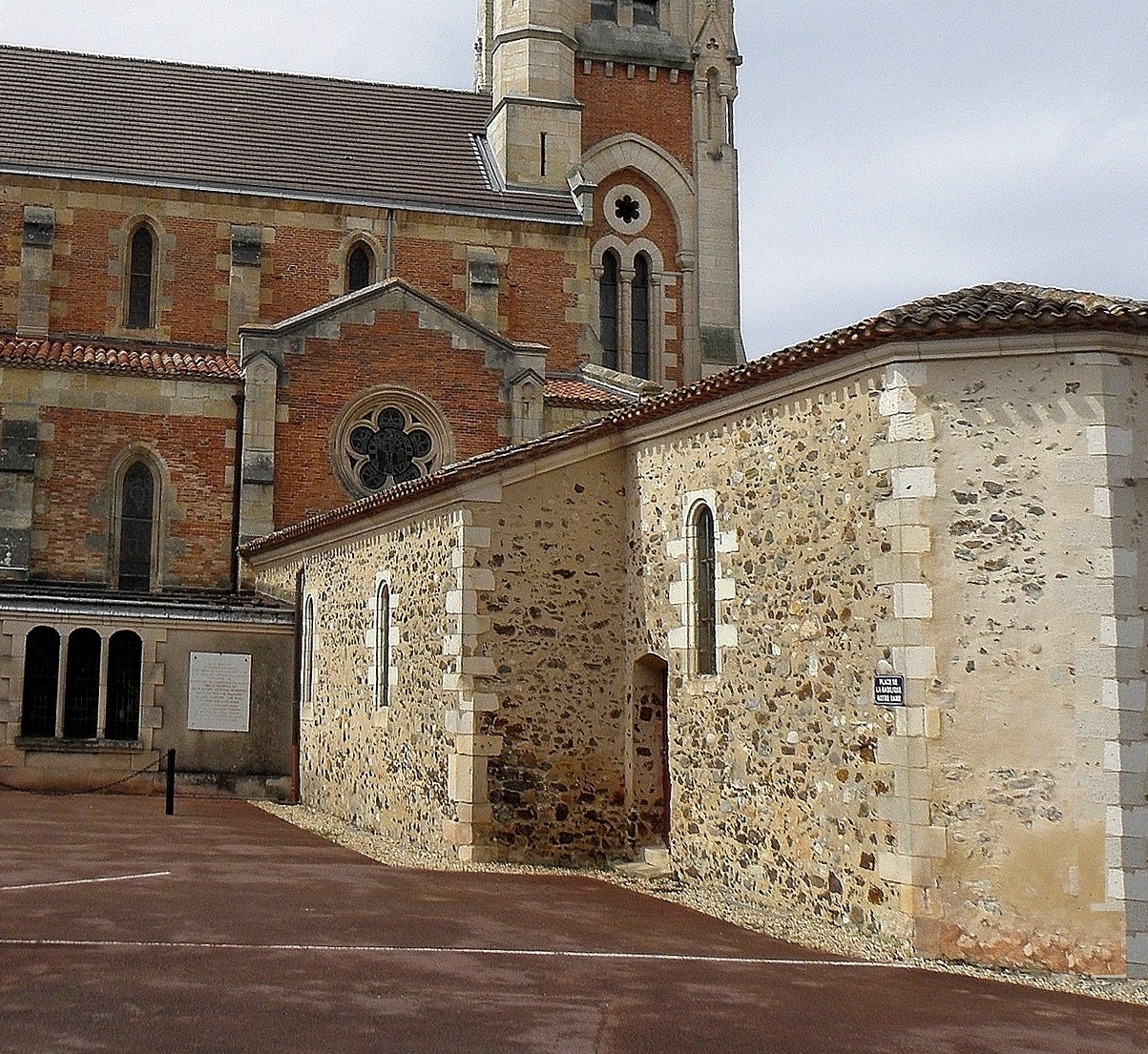
Kapelle der Seeleute

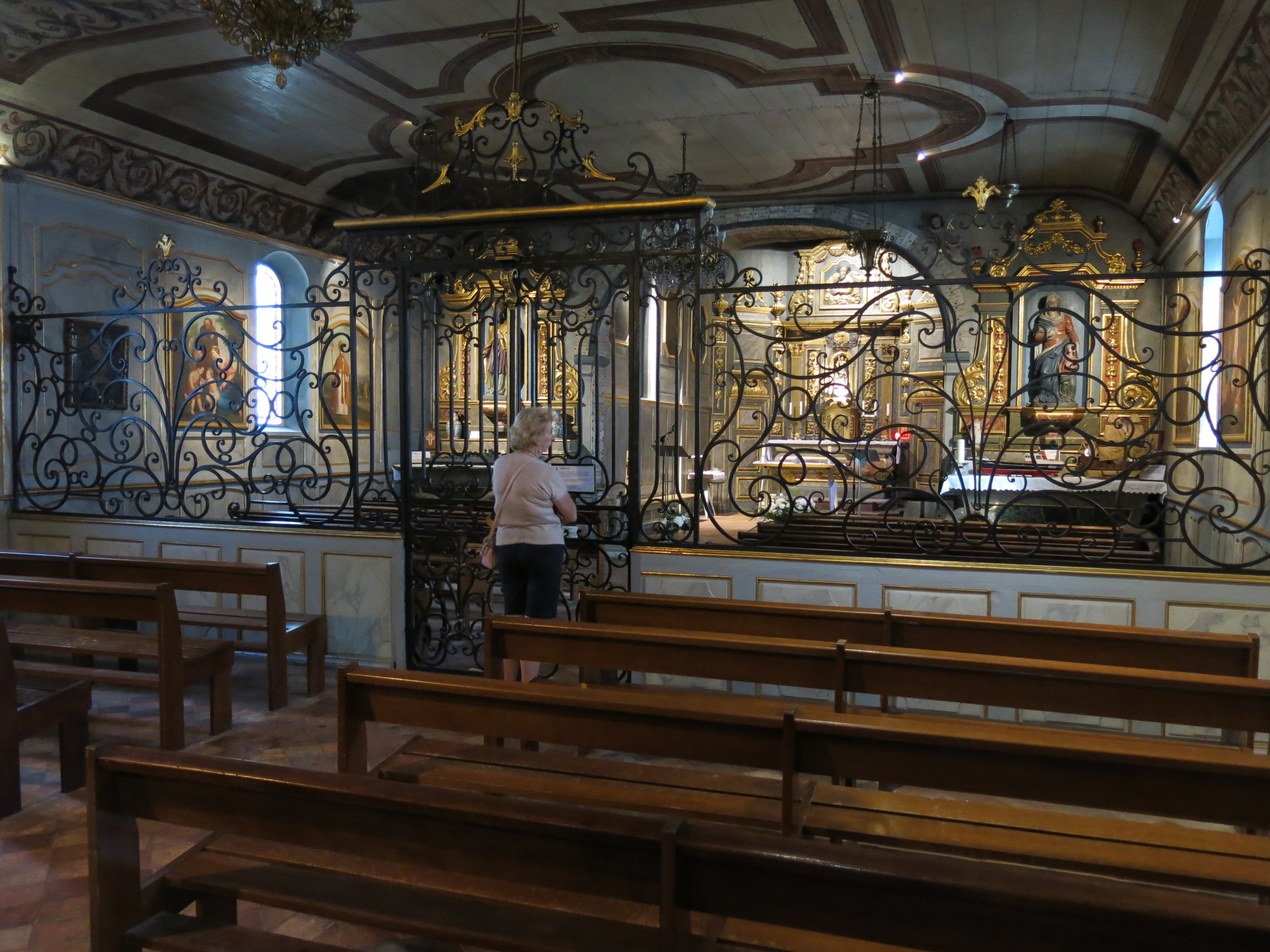
Innenraum der Kapelle

Die Basilica minor Notre-Dame („Unsere Liebe Frau“) ist eine römisch-katholische Pfarrkirche in Arcachon an der Biskaya im französischen Département Gironde. Sie wurde 1856–1860 an die kleine historische Seemannskapelle (Chapelle des Marins) angefügt und bildet zusammen mit ihr ein Marienheiligtum, das früher vor allem von Seeleuten aufgesucht wurde. Die neugotische Kreuzbasilika gehört zum Erzbistum Bordeaux.

## Geschichte
Arcachon war bis zur Mitte des 19. Jahrhunderts ein kleines Fischerdorf, das kirchlich zur Pfarrei La Teste-de-Buch gehörte. Im Ort gab es eine Marienkapelle mit Gnadenbild, die von Fischern und Seefahrern vor und nach der Ausfahrt zum Bitten und Danken aufgesucht wurde. Ihre Entstehung wird auf den seligen Thomas Illyricus zurückgeführt, einen Franziskaner, der sich nach einem intensiven Wanderpredigerleben in Italien und Südfrankreich in den 1520er Jahren in der Gegend von Arcachon als Eremit niederließ. Laut Überlieferung beobachtete er dort beim Gebet zwei Schiffe in Seenot. Er zeichnete ein Kreuz in den Sand, rief zu Gott, und der Sturm legte sich, die Schiffe waren gerettet. Während er noch dafür dankte, entdeckte er zu seinen Füßen eine angespülte Figur der Muttergottes mit Kind. Er sah darin ein Gnadenzeichen und baute für das Marienbild eine kleine hölzerne Kapelle. Zweimal von Wind und Wetter zerstört, wurde sie 1722 etwas weiter landeinwärts als kleiner barocker Steinbau wiedererrichtet. Diese Kapelle ist bis heute erhalten; auch der Revolutionsterror wagte nicht sie anzutasten.
Um die Mitte des 19. Jahrhunderts entwickelte sich Arcachon, vor allem durch das rührige Wirken des Pfarrers Xavier Mouls, zu einem viel besuchten Seebad. Für die Fremden, aber auch für die wachsende Ortsbevölkerung reichte die kleine Marienkapelle nicht mehr aus. Darum wurde mithilfe großzügiger Spenden ab 1856 neben ihr die neue Kirche gebaut und 1860 geweiht. Die Pläne stammten von Gustave Alaux, der das gesamte neue Seebad entscheidend mitgestaltete. 1870 gewährte Papst Pius IX. auf Bitten von Kardinal Donnet ein Ablassprivileg und verfügte die Krönung des Marienbildes, die, verzögert durch den Deutsch-Französischen Krieg, im Juli 1873 zusammen mit der Weihe der Stadt an die Gottesmutter in mehrtägiger Feier vollzogen wurde. Bis 1884 baute Michel Alaux die Kirche zur heutigen Gestalt aus. 1953 verlieh ihr Pius XII. den Basilikatitel. Das Patronatsfest wird am 25. März gefeiert.

## Bauwerk

### Kapelle
Die Seemannskapelle, ein schlichter flacher Bruchstein-Saalbau mit polygonalem Ostabschluss, ist mit barocken Altären und Gemälden ausgestattet. In einer Nische über dem Hauptaltar steht die gekrönte Muttergottes mit Kind, die Bruder Thomas am Strand gefunden haben soll. Zahlreiche Votivgaben – Schrifttafeln, Bilder, Herzen – zeugen von Gebetserhörungen.

### Basilika
Die Basilika ist aus Backstein mit Sandsteinkanten und -laibungen errichtet. Der dreischiffige Bau mit Querhaus, schlankem Glockenturm und Kreuzrippengewölbe ist frühgotischen Vorbildern nachgestaltet. Bedingt durch die rechtwinklig anschließende Kapelle ist er nach Süden ausgerichtet.
Den Chor beherrscht ein großes Fresko, das sich über alle Segmente der polygonalen Rückwand erstreckt und figurenreich die Weihehandlung von 1873 darstellt. Es wurde 1885 von Guillaume Alaux geschaffen.

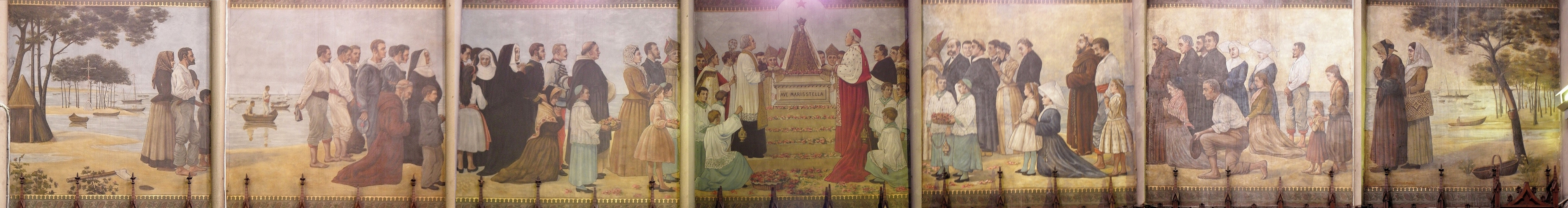
Chor, Freskenzyklus

Die Orgel von 1863 wurde mehrfach verändert. Bei der letzten Restaurierung 1992 wurde der Originalzustand wiederhergestellt. Sie hat 23 Register auf zwei Manualen und Pedal. Charles Gounod spielte sie regelmäßig während seiner häufigen Aufenthalte in Arcachon.